# Thomas Siffer
Thomas Siffer (Nieuwpoort, 1964) is een Belgisch journalist, tv-presentator, wereldreiziger en ondernemer.

## Levensloop
Siffer begon zijn carrière bij het vrouwenblad Flair waar hij sinds 1987 een column had. Hij schreef ook columns, reportages en interviews voor Panorama, TV Expres, Humo, De Standaard, De Morgen e.v.a.
Op VT4 presenteerde hij samen met Joyce De Troch het datingprogramma Ideale Maten. Op de Nederlandse zender Net5 had hij een talkshow, Thomas. Verder was hij te zien als vast panellid in Fox Forum. Op Q-Music was hij enkele seizoenen lang De AC/DC-dichter.
Thomas Siffer werkte anderhalf jaar voor het reclamebureau Duval-Guillaume.
Tot 2001 was hij hoofdredacteur van het mannenblad Menzo. Thomas Siffer maakte met zijn gezin een drie jaar durende wereldreis per zeilboot, waarover hij een dagboek schreef - Land in zicht. Nadien was hij anderhalf jaar communicatie-adviseur bij de politieke partij sp.a.
Hierna ging hij terug in de slag in de media, als producent en presentator van  De Beste Stuurlui op Kanaal Z en van 2007 tot december 2010 was hij hoofdredacteur van Story waar hij de verkoopcijfers aanzienlijk deed stijgen door het blad in de richting van een tabloid te sturen.
Daarna werd hij 'creatief directeur' van Sanoma Media. 
Sinds 2010 woont en werkt Thomas Siffer in het zuiden van Italië. Hij produceert er olijfolie en schreef er zijn debuutroman.